# Bernard Mitton
Pour les articles homonymes, voir Mitton.
Bernard Mitton, né le 9 novembre 1954 à Vryburg et mort le 5 mai 2017 à Newport Beach, est un ancien joueur sud-africain de tennis.
Il s'est principalement illustré en simple lors du tournoi de Wimbledon en atteignant les huitièmes en 1973 et 1976 après avoir éliminé John Newcombe. Il a en outre remporté deux titres à Newport et San José. En 1980, il réalise sa dernière performance en se qualifiant pour les huitièmes de finale de l'US Open en éliminant José Luis Clerc au premier tour.
Vainqueur de neuf tournois en double, il s'est distingué en accédant aux quarts de finale de l'US Open en 1976 avec son partenaire le plus fréquent, Byron Bertram et les demi-finales de l'Open d'Australie 1982 avec Tim Gullikson.

## Palmarès

### Titres en simple messieurs
| No | Date       | Nom et lieu du tournoi                               | Catégorie | Dotation | Surface      | Finaliste  | Score         |  |
| -- | ---------- | ---------------------------------------------------- | --------- | -------- | ------------ | ---------- | ------------- |  |
| 1  | 10-07-1978 | Miller Lite Hall of Fame Championships, Newport (RI) |           | 75 000 $ | Gazon (ext.) | John James | 6-1, 3-6, 7-6 |  |
| 2  | 19-03-1979 | Friendship Cup, San José (CR)                        |           | 50 000 $ | Dur (ext.)   | Tom Gorman | 6-4, 6-1, 6-3 |  |

### Finales en simple messieurs
| No | Date       | Nom et lieu du tournoi                           | Catégorie | Dotation | Surface      | Vainqueur    | Score         |  |
| -- | ---------- | ------------------------------------------------ | --------- | -------- | ------------ | ------------ | ------------- |  |
| 1  | 17-04-1978 | Tournoi de tennis de San José, San José          |           | 50 000 $ | Dur (ext.)   | Arthur Ashe  | 6-7, 6-1, 6-2 |  |
| 2  | 10-12-1979 | South Australian Open, Adélaïde                  |           | 50 000 $ | Gazon (ext.) | Kim Warwick  | 7-5, 6-4      |  |
| 3  | 06-04-1981 | Tournoi de tennis d'Afrique du Sud, Johannesburg |           | 75 000 $ | Dur (ext.)   | Kevin Curren | 6-4, 6-4      |  |

## Parcours dans les tournois duGrand Chelem

### En simple
| Année | Open d'Australie | Open d'Australie | Internationaux de France | Internationaux de France | Wimbledon       | Wimbledon    | US Open         | US Open    |
| ----- | ---------------- | ---------------- | ------------------------ | ------------------------ | --------------- | ------------ | --------------- | ---------- |
| 1973  | —                | —                | —                        | —                        | 1/8 de finale   | J. Connors   | —               | —          |
| 1974  | —                | —                | —                        | —                        | 1er tour (1/64) | G. Masters   | —               | —          |
| 1975  | —                | —                | —                        | —                        | 3e tour (1/16)  | P. Dent      | 1er tour (1/64) | M. Orantes |
| 1976  | —                | —                | —                        | —                        | 1/8 de finale   | R. Ramírez   | 1er tour (1/64) | J. Andrew  |
| 1977  | —                | —                | 3e tour (1/16)           | G. Vilas                 | 1er tour (1/64) | R. Lutz      | 1er tour (1/64) | H. Solomon |
| 1978  | 2e tour (1/16)   | B. Carmichael    | 1er tour (1/64)          | A. Pierola               | 2e tour (1/32)  | A. Stone     | 3e tour (1/16)  | B. Borg    |
| 1979  | —                | —                | —                        | —                        | 1er tour (1/64) | H. Günthardt | 3e tour (1/16)  | E. Dibbs   |
| 1980  | —                | —                | 2e tour (1/32)           | P. Bertolucci            | 2e tour (1/32)  | P. Dent      | 1/8 de finale   | J. Connors |
| 1981  | —                | —                | —                        | —                        | 1er tour (1/64) | T. Mayotte   | 1er tour (1/64) | R. Meyer   |
| 1982  | 2e tour (1/16)   | W. Masur         | —                        | —                        | —               | —            | —               | —          |
| 1983  | —                | —                | —                        | —                        | 1er tour (1/64) | I. Lendl     | 1er tour (1/64) | J. Lloyd   |
| 1984  | —                | —                | 1er tour (1/64)          | A. Gómez                 | 1er tour (1/64) | J. Arias     | —               | —          |

N.B. : à droite du résultat se trouve le nom de l'ultime adversaire.

### En double
| Année | Open d'Australie         | Open d'Australie       | Internationaux de France   | Internationaux de France | Wimbledon                   | Wimbledon              | US Open                      | US Open               |
| ----- | ------------------------ | ---------------------- | -------------------------- | ------------------------ | --------------------------- | ---------------------- | ---------------------------- | --------------------- |
| 1973  | —                        | —                      | —                          | —                        | 2e tour (1/16) D. Joubert   | D. Lloyd J. Paish      | —                            | —                     |
| 1974  | —                        | —                      | —                          | —                        | 2e tour (1/16) D. Schneider | J. Alexander P. Dent   | —                            | —                     |
| 1975  | —                        | —                      | —                          | —                        | 1er tour (1/32) D. Joubert  | D. Dell S. Stewart     | 1er tour (1/32) D. Schneider | J. Higueras A. Muñoz  |
| 1976  | —                        | —                      | —                          | —                        | 1/8 de finale B. Bertram    | S. Ball N. Pilić       | 1/4 de finale B. Bertram     | R. Ruffels A. Stone   |
| 1977  | —                        | —                      | 2e tour (1/16) B. Bertram  | E. Deblicker P. Proisy   | 2e tour (1/16) B. Bertram   | R. Case G. Masters     | 2e tour (1/16) J. McEnroe    | K. Warwick S. Ball    |
| 1978  | 1er tour (1/32) R. Moore | T. Gullikson G. Hardie | 1er tour (1/32) B. Bertram | D. Ralston A. Muñoz      | 1er tour (1/32) A. Pattison | A. Ashe Y. Noah        | 1/8 de finale M. Fishbach    | K. Warwick V. Pecci   |
| 1979  | —                        | —                      | —                          | —                        | 2e tour (1/16) D. Schneider | R. Case G. Masters     | 1/8 de finale R. Moore       | M. Riessen S. Stewart |
| 1980  | —                        | —                      | 2e tour (1/16) B. Bertram  | V. Gerulaitis F. Stolle  | 1er tour (1/32) B. Bertram  | P. McNamara P. McNamee | 1/8 de finale B. Bertram     | P. Fleming J. McEnroe |
| 1981  | —                        | —                      | —                          | —                        | 2e tour (1/16) T. Gullikson | T. Okker D. Stockton   | 2e tour (1/16) T. Gullikson  | T. Okker D. Stockton  |
| 1982  | 1/2 finale T. Gullikson  | A. Andrews J. Sadri    | —                          | —                        | —                           | —                      | —                            | —                     |
| 1983  | —                        | —                      | 2e tour (1/16) R. Moore    | S. Birner L. Pimek       | 1/8 de finale R. Moore      | P. Fleming J. McEnroe  | 2e tour (1/16) B. Walts      | A. Andrews J. Sadri   |
| 1984  | —                        | —                      | 1er tour (1/32) B. Walts   | J. Arias E. Korita       | 1er tour (1/32) B. Walts    | C. Lewis T. Wilkinson  | —                            | —                     |

N.B. : le nom du ou de la partenaire se trouve sous le résultat ; le nom des ultimes adversaires se trouve à droite.